# Parafia św. Wacława w Warszawie
Parafia św. Wacława w Warszawie – parafia rzymskokatolicka należąca do dekanatu rembertowskiego, diecezji warszawsko-praskiej, metropolii warszawskiej Kościoła katolickiego, w Warszawie. Obsługiwana przez księży diecezjalnych.

## Historia
Parafia została erygowana w 1949 z inicjatywy ks. Wacława Karłowicza. Kościół parafialny został wybudowany w latach 2004–2009.

## Obszar parafii
W granicach parafii znajdują się osiedla: Gocławek, Kawęczyn-Wygoda oraz Marysin Wawerski.